# Katie Gill
Pour les articles homonymes, voir Gill.
Katharine ''Katie'' Elizabeth Gill est une actrice et mannequin américaine, née le 25 juillet 1985 à Santa Monica en Californie aux États-Unis.

## Biographie et enfance
Katharine ''Katie'' Elizabeth Gill est née le 25 juillet 1985 à Santa Monica en Californie aux États-Unis.
Elle est la fille du cascadeur Jack Gill et de l'actrice Morgan Brittany (connue pour son rôle de Katherine Wentworth dans la série télévisée Dallas de 1981 à 1987). Elle a un frère cadet, Cody Gill (né le 15 avril 1988), qui est acteur et compositeur.

## Début de carrière

### En tant actrice
Elle débute à l'âge de 10 ans au cinéma dans le film Money Train en 1995 de Joseph Ruben, aux côtés de Wesley Snipes et Woody Harrelson. 
Plus tard, après avoir fini sa carrière dans le mannequinat, Katie décide de retourner à Hollywood et de travailler dans de plusieurs films (courts ou longs métrages) et séries télévisées divers.

### En tant que mannequin
Elle débute comme mannequin à l'âge de 15 ans, et à 18 ans elle déménage à Osaka, au Japon pour travailler comme mannequin. 

## Filmographie

### Dans les films et au cinéma (courts et longs métrages)
- 2018 : La Mule de Clint Eastwood : Sarah
- 2014 : Entre le cœur et la raison (Perfect on Paper) (téléfilm) : Isabelle
- 2011 : La Vidéo de la honte (Betrayed at 17) (téléfilm) : Carleigh Taylor
- 2010 : Crazy Night (Date Night) : Claw Hottie
- 2010 : Ay Lav Yu (tr) : Jesika
- 2008 : The Cleaner : Mia
- 2008 : Drillbit Taylor, garde du corps : Katharine Gill
- 1995 : Money Train : Crosswalk Child

### Dans les séries télévisées
- 2012 : Secret Diary of an American Cheerleader (websérie) : Stacey (5 épisodes)
- 2011 : The League : Katie (1 épisode)
- 2011 : How I Met Your Mother : Erika (1 épisode)
- 2011 : Philadelphia (It's Always Sunny in Philadelphia) : College Girl #2 (1 épisode)
- 2010 : NCIS : Los Angeles : un otage (1 épisode)
- 2008 : Les Experts : Miami : Sheila (1 épisode)
- 2008 : Mentalist : Christine Tanner (1 épisode)
- 2008 : Scrubs : Marian (1 épisode)
- 2007 : Bones : Janelle (1 épisode)
- 2007 : Des jours et des vies (Days of Our Lives) : Sorority Girl (1 épisode)
- 2007 : Drake et Josh : Teri (1 épisode)
- 2006 : Les Experts : Manhattan (CSI: New York) : Vanessa May
- 2006 : Pepper Dennis : jeune femme (1 épisode)
- 2006 : Fleetwood : Angela (1 épisode)
- 2006 : Les Experts (CSI) : Caroline Fitzgibbons (1 épisode)